# Жак Рюеф
Жак Рюеф (на френски: Jacques Rueff) е френски икономист и финансист. Играе важна роля във финансовата стабилизация на Франция през 1926 и 1958 година. Либерал, близък до идеите на австрийската школа, той се противопоставя твърдо на кейнсианството, показало недостатъците си със стагфлацията през 70-те години.

## Биография
Роден е на 23 август 1896 година в Париж, Франция, в семейството на лекар. Учи в лицеите „Шарлеман“ и „Сен Луи“, след което следва в Свободната школа по политически науки и в Парижката политехника при известния икономист Клеман Колсон, където се дипломира през 1919 година. От 1923 работи в инспекцията на финансите, от 1926 е сътрудник на Реймон Поанкаре, министър-председател и министър на финансите, а след това е аташе по финансите във френското посолство в Лондон.
В периода 1927 – 1930 година Рюеф работи и във финансовата секция на Секретариата на Обществото на народите (ОН). На тази длъжност участва в отпускането на заем за стабилизиране на финансите на Гърция през 1927 година. Той е и сред експертите, подготвили Стабилизационния заем за България, като през октомври 1927 посещава страната с делегация на ОН.
През 30-те години Жак Рюеф се включва активно в дискусиите относно текущите икономически проблеми във Франция, става член на групата Икс-Криз и участва в Колоквиума Валтер Липман. Той оглавява Дирекцията по общото движение на фондовете във финансовото министерство при правителството на Народния фронт, а от 1939 година е подуправител на Банк дьо Франс. Въпреки че е от еврейски произход, Режимът Виши след 1940 година по изключение му разрешава да остане на държавна служба.
От 1945 Рюеф председателства създадената след края на Втората световна война конференция по репарациите. През април 1947 става един от основателите на Обществото „Мон Пелерен“. През 50-те години работи в различни европейски институции, като Съда на Европейската общност за въглища и стомана и Съда на Европейските общности.
След връщането на Шарл дьо Гол на власт във Франция през 1958 година, Жак Рюеф оглавява комисия от експерти, която трябва да намери начин за оздравяване на обществените финанси на страната. Тя изготвя т.нар. „План Рюеф“, проведен от финансовия министър Антоан Пине. В резултат на реформите валутният контрол е ограничен и е възстановена конвертируемостта на франка. В контекста на възникващия по това време Общ пазар, през 1960 Жак Рюеф участва в създаването на „Плана Рюеф-Арман“, който препоръчва отварянето на френската икономика за външна конкуренция като средство за насърчаване на икономическия растеж. От 1964 година Рюеф е член на Френската академия.
Умира на 23 април 1978 година в Париж на 81-годишна възраст.